# Championnats d'Europe d'escrime 1994
Navigation
Édition précédente Édition suivante
Les championnats d'Europe d'escrime 1994 se sont disputés à Cracovie en Pologne en 1994.  La compétition est organisée pour la première fois par la fédération polonaise d'escrime, sous l'égide de la Confédération européenne d'escrime a vu s'affronter des tireurs des différents pays européens lors de 5 épreuves différentes. Les épreuves par équipes sont de nouveau absentes.
Avec deux titres européens, la Russie remporte le classement des nations et l'Allemagne avec sept médailles est de loin l'équipe la plus médaillée.

## Médaillés
| Épreuves                              | Or                   | Argent            | Bronze                            |
| ------------------------------------- | -------------------- | ----------------- | --------------------------------- |
| Épée                                  |                      |                   |                                   |
| Hommes individuel résultats détaillés | Vitaliy Aheyev       | Arnd Schmitt      | Michael Flegler Paolo Milanoli    |
| Femmes individuel résultats détaillés | Sanghita Tripathi    | Karin Mayer       | Gianna Hablützel-Bürki Katja Nass |
| Fleuret                               |                      |                   |                                   |
| Hommes individuel résultats détaillés | Dmitriy Shevchenko   | Uwe Römer         | Patrice Lhotellier Joachim Wendt  |
| Femmes individuel résultats détaillés | Sabine Bau           | Laura Badea       | Anja Fichtel Giovanna Trillini    |
| Sabre                                 |                      |                   |                                   |
| Hommes individuel résultats détaillés | Stanislav Pozdniakov | Raffaello Caserta | Vilmoș Szabo Luigi Tarantino      |

## Tableau des médailles
| Rang  | Nation    | Or | Argent | Bronze | Total |
| ----- | --------- | -- | ------ | ------ | ----- |
| 1     | Russie    | 2  | 0      | 0      | 2     |
| 2     | Allemagne | 1  | 3      | 3      | 7     |
| 3     | France    | 1  | 0      | 1      | 2     |
| 4     | Ukraine   | 1  | 0      | 0      | 1     |
| 5     | Italie    | 0  | 1      | 3      | 4     |
| 6     | Roumanie  | 0  | 1      | 1      | 2     |
| 7     | Autriche  | 0  | 0      | 1      | 1     |
| 7     | Suisse    | 0  | 0      | 1      | 1     |
| Total | Total     | 5  | 5      | 10     | 20    |